# Doc Yak, Over the Fence and Out
Doc Yak, Over the Fence and Out è un cortometraggio muto del 1914 diretto da Sidney Smith.

## Produzione
Il film fu prodotto dalla Selig Polyscope Company.

## Distribuzione
Distribuito dalla General Film Company, il film - un cortometraggio di 150 metri - uscì nelle sale cinematografiche statunitensi il 17 aprile 1914. Nelle proiezioni, veniva programmato con il sistema dello split reel, accorpato in un'unica bobina con un altro cortometraggio prodotto dalla  Selig, la commedia Red Head and Ma's Suitors.